# NGC 6430
NGC 6430 este o galaxie spirală situată în constelația Hercule. A fost descoperită în 2 iunie 1864 de către Albert Marth. Se află la o distanță de 44,46 de megaparseci de Pământ.